# Radio Adria – Eine Erfolgsgeschichte
Radio Adria – Eine Erfolgsgeschichte ist ein österreichischer Dokumentarfilm aus dem Jahr 2018.

## Handlung
1977–1991 sendete der deutschsprachige Urlaubssender Radio Adria für Millionen Feriengäste in Italien und Kroatien. Der von der Tageszeitung Die Presse gegründete Sender war ein Meilenstein in der Medienlandschaft: der erste österreichische Privatsender. Prominente wie Josef Hader, Andy Woerz, Peter Tichatschek, Journalisten (Andreas Wollinger, Paul Vécsei) und Politiker (Karl Blecha, ehemaliger Innenminister und Erhard Busek, ehemaliger Vizekanzler von Österreich) erzählen in dem Film über die Entstehung und den Fall des Senders. Der Film beginnt als Zeitreise 1977, er zeigt unveröffentlichte Aufnahmen und gibt Einblicke in die Urlaubsgewohnheiten der 1970er und 1980er Jahre.

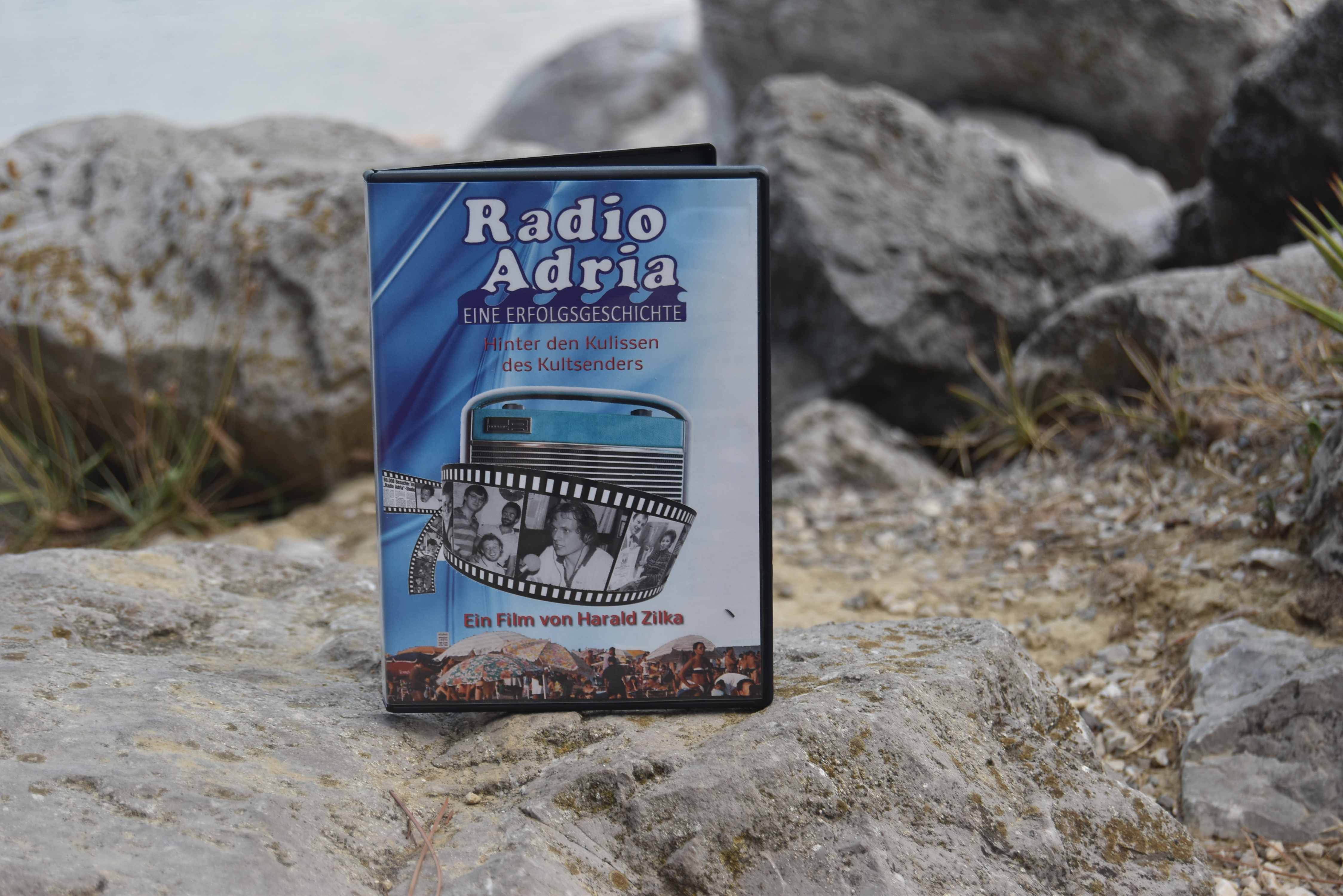
Film-DVD in Grado 2018

## Produktion
Der österreichische Filmemacher Harald Zilka kannte den Sender aus seiner Jugend. 2012 gab es keine Informationen, nur eine kleine Website. Er fragte bei Josef Hader, Andy Woerz und Peter Tichatschek an, ob sie eine kleine Dokumentation unterstützen würden. Nach eigenen Angaben rechnete er nicht mit Antwort, bekam aber schon am selben Tag drei Zusagen. Ursprünglich war eine Kurz-Dokumentation von 30 Minuten geplant, die im Internet für alle Fans veröffentlicht werden sollte. Als vierzehn ehemalige Mitarbeiter sich zum Interview meldeten, wuchs der Film auf 110 Minuten. Erstmals nach zwanzig Jahren sprach auch der Sohn des verstorbenen Studiotechnikers Angelo Tognon im Film über seinen Vater. Tognon zu Ehren veröffentlichte der Filmautor ein kleines Bändchen mit seinen Karikaturen (das ehemalige Radio-Adria-Schmunzelbuch). Die Interviews wurden in Österreich und Deutschland gedreht, das Team besuchte außerdem die Obere Adria, darunter Lignano, Grado, Bibione, Aquileia und Jesolo. Zilka gründete eine Fanseite auf Facebook, (Radio Adria – Eine Erfolgsgeschichte) und erfuhr schon im ersten Jahr großes öffentliches Interesse in Österreich und Deutschland. Die Reichweite überschritt schnell die 100.000 und wurde weiter auf Nostalgie- und Reiseseiten geteilt. Auf der Facebook-Seite konnten die Fans sowie einst im Studio von Radio Adria an der Programmgestaltung an der Produktion des Filmes teilhaben. 2017 holte Hadschi Bankhofer den Autor zum Interview in einer Adria-Sondersendung von Radio Wien. 2018 wurde der Film in Zusammenarbeit mit dem Jesolo-Magazin als DVD und Bluray in den Handel gebracht. Im Sommer 2018 brachte die Wiener Bezirkszeitung die Geschichte in ganz Wien in alle Bezirke und in fünfzehn davon auf die Titelseite. Ebenso erschien das Radio Adria – Kochbuch als Broschüre bei dem deutschen Verlag Epubli ISBN 978-3-7467-3951-9 und ist im Buchhandel erhältlich. In einem Kurztrailer werben Josef Hader und der Journalist Paul Vécsei für den Film. 2019 wird zum Film ein 300-seitiges Sachbuch erscheinen.

## Sonstiges
- Über 3 TB Daten mit digitalisierten Fotos, Dokumenten, S-8-Filmen und Interviews wurden für den Film gesammelt. Erstmals wurde auch ein Schmalfilm aus dem Gründungsjahr 1977 mit Aufnahmen der ersten Sendesaison dem Publikum zugänglich gemacht. Dabei wurde erstmals völlig unveröffentlichtes Bildmaterial aus den Privatarchiv der Gründungsfamilie verwendet, darunter Fotos aus dem Gründungsjahr.
- Der Titel „Die Erfolgsgeschichte“ bezieht sich nicht auf den kurzen finanziellen Erfolg des Senders in den 1980er Jahren, sondern auf die Bedeutung in der Mediengeschichte. Weil in Österreich und Deutschland wegen der staatlichen Monopole Privatsender verboten waren, war Radio Adria in gewisser Weise der Vorläufer späterer Privatsender.
- Nach der Schließung 1991 geriet der Sender komplett in Vergessenheit. Es gab keine Internetlinks oder Medienberichte mehr über das Phänomen. 2006 gründete ein Wiener Fan (Johnny, der Webmaster) eine Erinnerungsseite[16], die unter eingeweihten Mitwirkenden gefunden wurde. Als Harald Zilka mit dem Film begann, glaubten nicht einmal die ehemaligen Mitwirkenden daran, dass ein öffentliches Interesse an der Geschichte vorhanden war. Um den Film zu veröffentlichen, führte der Filmemacher eine beispiellose Werbekampagne, auch in sozialen Netzwerken. Die meisten Fans kamen anfangs aus Deutschland, erst die Kampagne der Wiener Bezirkszeitung machte den Film auch in Österreich, vor allem in Wien, bekannt.
- Neben dem Film wird den Fans ein umfangreiches kostenloses Netzwerk an Bildern, Videos und Hörproben zur Verfügung gestellt. Auch die ehemals bekannten Radio-Adria-Lieder wurden in eine Soundcloud[17] hochgeladen. Außerdem wird der Film zunehmend an öffentliche Bibliotheken gespendet. Die Dokumentation als zeitgeschichtliches Dokument stand anfangs im Vordergrund. Zur Veröffentlichung des Filmes auf DVD wurde erst wegen der großen Nachfrage in Erwägung gezogen. Die Fans werden auch eingeladen, auf der Fanseite Urlaubsfotos oder Empfehlungen hochzuladen.
- Der bekannte Schauspieler, Sänger und Synchronsprecher Andy Woerz unterstützte das Projekt von Anfang an und sprach die OFF-Texte ein. Woerz zählt zu Österreichs bekanntesten Sprechern bei Werbespots, im Kino, Film- und Fernsehen. In seinem Kabarettprogramm „Woerz spielt sich 2.0“[18] baute er eine Nummer über seine Zeit beim Sender ein. Auslöser nach 26 Jahren war vermutlich das Filmprojekt.[19]
- Das Radio-Adria-Haus in der Via Fermi 13 in Aquileia (nahe Grado) stand jahrelang zum Verkauf und verfiel zunehmend. Die „Villa“ wurde 1924 gebaut. Kurz nach der Fertigstellung des Films wurde das Grundstück von einer neuen Agenzia übernommen und das Grundstück gerodet.
- In der Erstversion endete der Film mit dem Ende von Radio Adria und dem Bedauern der ehemaligen Mitwirkenden. Weil dies bei Previews beim Publikum zu niedergeschlagenen Stimmung führte, wurden in der Schlussversion Outtakes und Hoppalas der Interview-Aufnahmen eingefügt.